# Codice Aztec

Esempio di codice Aztec

Un Codice Aztec è un codice a barre 2D inventato da Andrew Longacre, Jr. e Robert Hussey nel 1995. Il codice fu pubblicato da AIM Inc. nel 1997. Sebbene il codice sia brevettato, è disponibile nel pubblico dominio e pubblicato come standard ISO/IEC 24778:2008. Fu chiamato "Aztec", azteco per la somiglianza dello schema centrale del codice ad una piramide azteca. Il codice azteco ha il potenziale per usare meno spazio rispetto agli altri codici a barre 2D, e non richiede una "zona tranquilla" di spazi vuoti.

## Struttura
Il simbolo è costruito su una griglia quadrata con uno schema ad occhio di toro, con il codice collocato al suo centro. I dati sono codificati in una serie di quadrati concentrici attorno allo schema ad occhio di toro. L'occhio di toro centrale è di 9×9 o 13×13 pixel, e una riga di pixel intorno che codifica i parametri di base, producendo un nucleo di quadrati 11×11 o 15×15. I dati sono aggiunti a strati, ogni strato contiene due anelli di pixel, dando una grandezza totale di 15×15, 19×19, 23×23, etc.

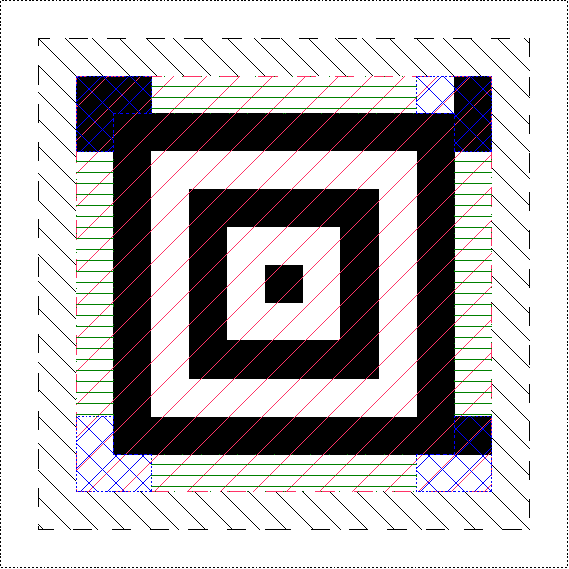
Il cuore del codice Aztec compatto (tratteggio diagonale ascendente rosso), che mostra l'occhio di toro centrale, i quattro punti di orientamento (tratteggio blu diagonale), e lo spazio per 28 bit (7 bit per lato) dell'informazione di codifica (tratteggio verde orizzontale).  Il primo anello di dati si trova al di fuori (tratteggio diagonale discendente grigio).
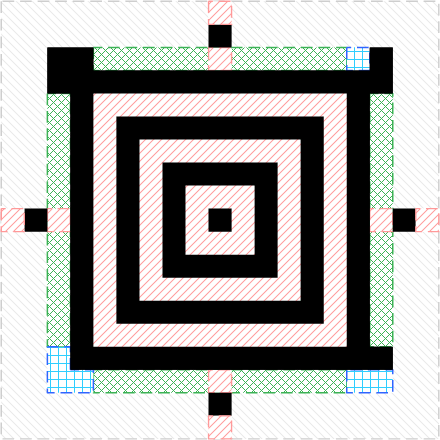
Il cuore del codice Aztec compatto. Sono disponibili 40 bit tra i punti di orientamento per i parametri di codifica.
Il messaggio è situato in uno schema spirale intorno al nucleo. La modalità di messaggio comincia: "01011100", indicando gli strati 01₂+1 2, e 011100₂+1 = 29 parole di codice di dati (di 6 bit ognuno).

## Usi
Nel settore trasporti il codice a barre Aztec è usato da Eurostar, Deutsche Bahn, Ferrovie Ceche, Ferrovie Slovacche, Trenitalia, Nederlandse Spoorwegen, PKP Intercity, VR Group, Virgin Trains, Via Rail, Ferrovie federali svizzere, SNCB e SNCF.